# Пролаз Светог Ђорђа
Пролаз Светог Ђорђа (енгл. St George's Channel; ир. Muir Bhreatan; вел. Sianel San Siôr) је мореуз који спаја Ирско море на северу са Келтским морем на југу, односно раздваја обалу Ирске на западу од обала Велса на истоку. 
Дужина мореуза је око 160 км, док се ширина креће између 81 км и 145 км. 
Име мореуза везано је за једну легенду из XIV века о Светом Ђорђу према којој је галија којом је тај светитељ допутовао у Енглеску прошла управо кроз овај пролаз. Њему у част мореуз је добио име. 
У мореузу нису ретка присуства крупних морских сисара попут делфина, китова и сивих фока те угрожених Cetorhinus maximus. 